# Weißbart-Ameisenwürger
Der Weißbart-Ameisenwürger (Biatas nigropectus) ist eine Art der Ameisenvögel. Die Art ist selten und kommt ausschließlich in Südamerika vor. Von der IUCN wird die Art als gefährdet (Vulnerable) eingestuft, da auf Grund zunehmender Rodungen der Lebensraum dieser Art zurückgeht. Der Weißbart-Ameisenwürger ist die einzige Art der Gattung Biatas.

## Erscheinungsbild
Der Weißbart-Ameisenwürger erreicht eine Körperlänge von 18 Zentimetern. Er wiegt zwischen 25 und 35 Gramm. Der Geschlechtsdimorphismus ist wie bei vielen Ameisenvögeln sehr ausgeprägt.
Der Weißbart-Ameisenwürger hat eine schwarze Kopfkappe und einen schwarzen Brustfleck. Brustfleck und Kopfkappe sind von einem breiten weißen Band voneinander getrennt. Dieses Band verläuft unterhalb des Schnabels. Dem Weibchen fehlen die schwarzen Gefiederpartien. Die Unterseite ist isabellfarben, die Kopfkappe ist kastanienbraun. Die Kehle ist weiß.

## Verbreitung und Lebensraum
Der Weißbart-Ameisenwürger ist ein seltener Vogel in Südost-Brasilien. Er kommt gelegentlich auch im Nordosten Argentiniens vor. Alle argentinischen Beobachtungen stammen aus der Region von Misiones. Der Lebensraum des Weißbart-Ameisenwürgers ist die untere Schicht bambusreicher immergrüner Wälder sowie der Rand von Dickichten. Er ist ein Lebensraumspezialist und in seinem Vorkommen an die Bambusart Guadua trinii gebunden. Es gibt Indizien, dass diese Art schon immer selten war. Die Bestandszahlen gehen aber nach aktuellen Erkenntnissen aufgrund von Habitatverlusten zurück. Es wird geschätzt, dass weniger als 10.000 Individuen existieren.

## Verhalten
Weißbart-Ameisenwürger fressen Insekten und deren Larven, Spinnentiere, kleine Ameisen und Sämereien. Die Fortpflanzungszeit fällt nach jetzigem Kenntnisstand in den Zeitraum Oktober bis Januar. 